# Línea M-240 (Campo de Gibraltar)
La Línea M-240 es una ruta de transporte público en autobús del Consorcio de Transporte Metropolitano del Campo de Gibraltar. Une Estepona con La Línea de la Concepción, pasando por las localidades del Valle del Guadiaro. Cuenta con 16 vehículos diarios.
A diferencia de los servicios directos entre La Línea y Estepona, los autobuses de ruta realizan un recorrido más largo, parando en San Roque Centro y en las barriadas de Sotogrande, Pueblo Nuevo, Guadiaro, San Enrique y Torreguadiaro, así como en algunas urbanizaciones de la Costa del Sol Occidental pertenecientes a Manilva y Casares.
Esta línea de autobús permite el uso de la Tarjeta Única del Consorcio, incluso en las localidades situadas fuera del Campo de Gibraltar. En los viajes que salgan del sistema tarifario, los precios son fijados por la empresa concesionaria CTSA-Portillo.
El 9 de julio de 2009 fue inaugurada una nueva parada de autobús de esta línea en la playa de Cala Sardina, entre Torreguadiaro y el límite provincial.